# Bataille de Cocherel
Guerre de Cent Ans
Batailles
La bataille de Cocherel est une bataille de la guerre de Cent Ans qui opposa, le 16 mai 1364, l'armée du roi de France Charles V commandée par Bertrand du Guesclin à l'armée de Charles II de Navarre dont les troupes sont sous les ordres du captal de Buch Jean de Grailly et les archers anglais de Blancbourg et John Jouel. 
Les deux armées sont soutenues par des compagnies de routiers commandées par Arnaud-Amanieu d'Albret du côté anglais et Arnaud de Cervole, du côté français.
La bataille se solde par une victoire décisive du royaume de France.

## Contexte historique
Le nouveau roi de France, Charles V hérite d'une situation catastrophique. Son père Jean le Bon, fait prisonnier lors de la chevauchée du Prince noir en 1356 à Poitiers, a été obligé de payer une très forte rançon et contraint de signer le traité de Brétigny. Il meurt à Londres le 8 avril 1364.
Composées principalement d'Anglais et de Gascons, les Grandes compagnies, livrées à elles-mêmes, se répandent dans tout le pays situé entre Seine et Loire et y commettent d'intolérables excès. Elles infestent particulièrement les routes de Paris à Orléans, à Chartres, à Vendôme et à Montargis.
D'autre part, Charles II de Navarre, en guerre contre la France pour la succession de la Bourgogne confiée à Philippe le Hardi, recrute des troupes parmi ces Grandes Compagnies et parvient en Normandie avec l'intention d'empêcher le sacre de Charles en coupant la route de Reims.
Charles V doit ainsi combattre sur plusieurs fronts.

## Forces en présence
Forces anglo-navarraises
- de 5 000[2] à 6 000 hommes, dont 700 lances[3] soit 4 200 hommes, environ 300 archers et environ 500 mercenaires comprenant des Normands, des Gascons, dont le captal de Buch lui-même et des Anglais. L'ensemble des forces combattait à pied.

Forces françaises
- 3 000 hommes environ composés de chevaliers bourguignons (dont Jean de Vienne), de Bretons, de Picards, de gens de l'Île-de-France et aussi de Gascons dotés de lances raccourcies, maniables pour le combat rapproché, ainsi que des mercenaires, sous le commandement de Bertrand du Guesclin. Ces hommes ont reçu comme principale instruction celle de s'employer à éviter d'être en contact avec les archers anglais, dont la réputation n'était plus à faire. L'ensemble des forces combattait également à pied.

## Prémices
À partir de ses possessions normandes, Charles le Mauvais avait commencé un blocus de Paris. En réaction, Charles V charge Du Guesclin de dégager la Seine.
Le 14 mai 1364 à Évreux, le captal de Buch réunit toutes les garnisons navarraises à sa disposition afin de marcher contre le Breton. Ce dernier est parti le 11 mai de Rouen avec une troupe de taille équivalente.
Plutôt que de couper la route à son adversaire, le captal, arrivé le 15 mai à Cocherel, dispose ses troupes suivant la stratégie anglaise sur une éminence voisine qu'il fait fortifier. Il s'agit de la colline du bois de la Ronce, à deux kilomètres du bourg.
Pendant que les Anglo-Navarrais se fortifient, les troupes du Guesclin arrivent à Cocherel et disposent leur campement, sachant que les Navarrais préféreront tenir leur réduit fortifié que de tenter un coup de main.

## Conditions météorologiques
Par un plein soleil du mois de mai, les Anglo-Navarrais profitent de l'ombrage du bois de la Ronce tandis que les Français doivent se faire porter de l'eau de l'Eure qui traverse Cocherel.

## Ordre de bataille
Les forces anglo-navarraises sont divisées en trois corps rangés de front sur une colline.
- L'aile gauche commandée par le bâtard de Mareuil, Bertrand du Franc et don Sanche Lopez comprend 400 armures de fer.
- Le centre sous les ordres du captal de Buch Jean de Grailly, comprend 400 chevaliers gascons.
- L'aile droite commandée par John Jouel[5] comprend les hommes d'armes et les archers anglais.

L'étendard du captal, point de ralliement, est disposé près d'un buisson épineux avec une garde de soixante hommes.
Les forces françaises sont elles aussi divisées en trois corps rangés avec une réserve placée en arrière.
- L'aile gauche commandée par Jean III de Chalon-Auxerre, comte d'Auxerre, est composée des milices communales de plusieurs villes de Normandie, de Picardie et de plusieurs autres de diverses provinces françaises
- Le centre commandé par Bertrand du Guesclin à la tête de troupes composées de Bretons dont son cousin Olivier de Mauny.
- L'aile droite commandée par Baudouin de Lens, sire d'Annequin, gouverneur de Lille, grand maître des arbalétriers de France, c'est-à-dire commandant de l'infanterie française, appuyé par Arnaud de Cervole, la bannière bourguignonne du vert Chevalier[6], et celle du Gascon d'Albret.
- L'arrière-garde qui se compose essentiellement de Gascons avec pour mission de prendre l'adversaire à revers et de lui enlever ses étendards.

Pour simuler une armée plus importante, Du Guesclin fait placer de nombreux étendards supplémentaires.

## La bataille

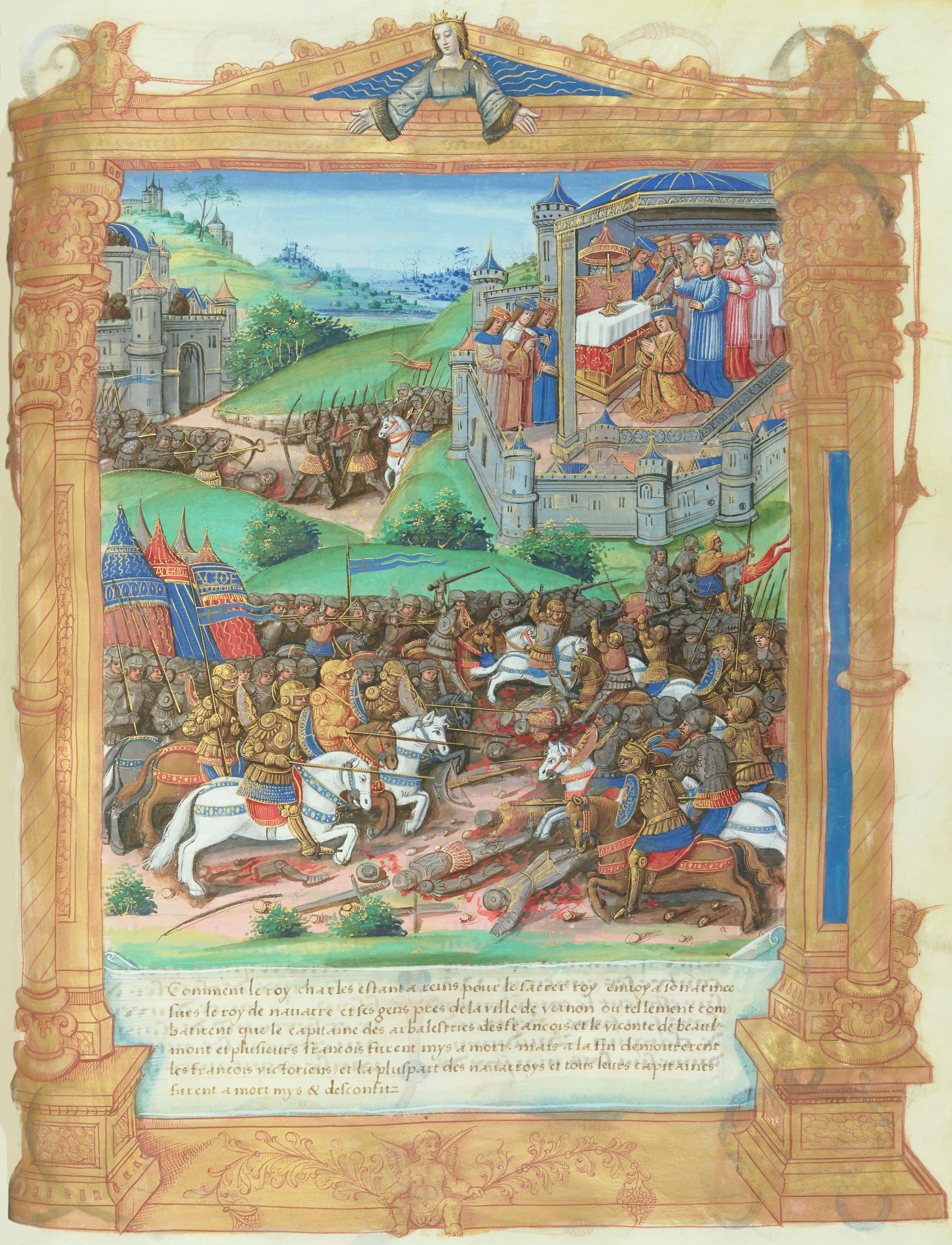
La bataille de Cocherel selon une enluminure ornant la Toison d'or de Guillaume Fillastre, BnF, département des Manuscrits, ms. Français 138,, XVe siècle.

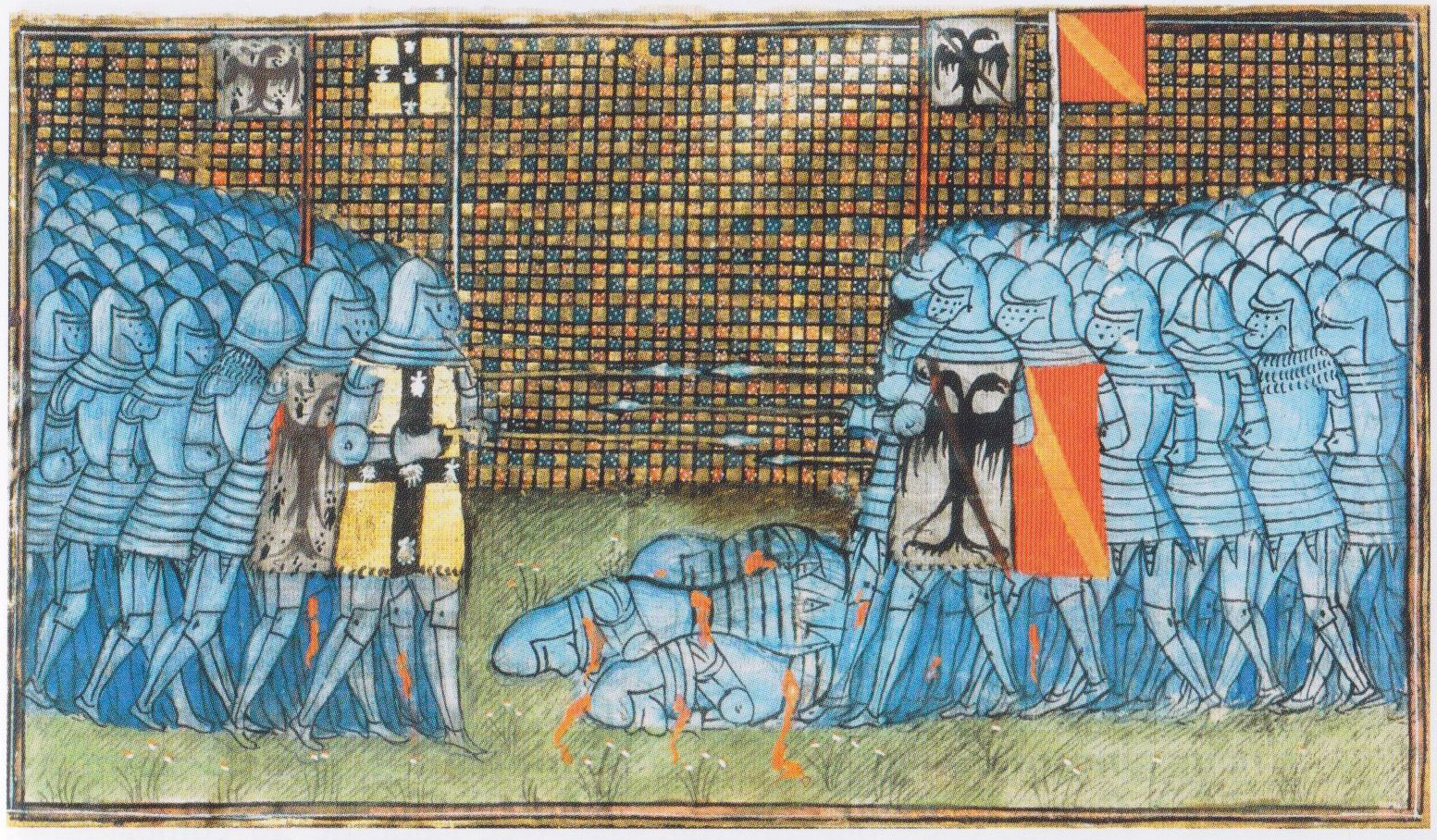
La bataille de Cocherel, enluminure ornant les Grandes Chroniques de France, BnF, département des Manuscrits, ms. Français 2662,, XVe siècle

Fidèles à leur tactique , les Anglais tiennent une position surélevée et retranchée.
La matinée se passe en négociations entre les deux camps et à l'intérieur même de chacun d'eux (choix tactiques, cri de guerre, etc.). Le captal de Buch fait croire aux Français qu'un renfort doit lui parvenir, quelque 1 500 hommes supplémentaires, pour inciter les Français à se lancer à l'assaut. En effet, les Anglo-Navarrais tiennent à rester sur leurs positions et les Français, avertis des précédentes défaites, savent qu'une charge leur serait défavorable.
De son côté, Arnaud de Cervole, dit l'Archiprêtre, négocie avec l'ennemi puis, prétextant qu'il est vassal du captal de Buch, quitte le champ de bataille. Cette désertion à peine déguisée, qui lui vaudra la colère du roi Charles V, affaiblit le bataillon de Baudouin de Lens.
À midi les deux armées tiennent toujours leurs positions. Les gens d'armes subissent la chaleur suffocante. Bertrand Du Guesclin, arrivé vers trois heures, décide de feindre et, au son des trompettes, l'armée française commence à se retirer en direction de l'Eure. Les fourgons, les valets et quelques gens d'armes s'engagèrent sur le pont et traversèrent la rivière. 
Le captal de Buch, soupçonnant une nouvelle ruse de Du Guesclin, décida de garder sa position. Mais John Jouel, croyant à une retraite de son adversaire, décide de faire charger ses hommes. Alors que les Anglais dévalent à toute allure la colline où ils étaient postés, Du Guesclin fait faire volte-face à ses hommes. En peu de temps, la troupe de Jouel est submergée par les trois bataillons français, et ses archers, se trouvant trop près de l'ennemi, ne peuvent intervenir dans ce combat au corps à corps.
Un groupe de trente chevaliers gascons de l'arrière-garde, après avoir contourné le dispositif anglo-navarrais, capture le captal et son étendard.
Dans la mêlée, Baudouin de Lens est renversé, blessé et écrasé sous le poids de son cheval ; il est achevé par le bascon de Mareuil. La mort de ce dernier, la capture du captal de Buch ainsi que la blessure de John Jouel, qui en mourra quelques jours plus tard, privent le contingent anglo-navarrais de ses chefs, et celui-ci finit par battre en retraite.
Pierre de Sacquenville, un des principaux chevaliers et conseillers de Charles II le Mauvais, est fait prisonnier ; il est décapité à Rouen sur ordre de Charles V. Jean II de Champagne, chevalier banneret (né le 7 janvier 1317) est tué au cours de la bataille.

## Conséquences
Cette victoire permet à Charles V de se faire sacrer roi de France le 19 mai 1364 dans la cathédrale de Reims.
La perte des capitaines John Jouel et Jean de Grailly est une véritable catastrophe pour les Anglo-Navarrais.
Charles le Mauvais signe avec le roi Charles V, en 1365, le traité de Pampelune, dans lequel il renonce à ses prétentions au trône de France. En mars 1365, au traité d’Avignon, les deux Charles s'accordent sur un échange. Le roi de Navarre cède au roi de France ses possessions normandes de la basse vallée de la Seine, à savoir Mantes, Meulan et le comté de Longueville, places stratégiques sur la route de Paris. En échange, Charles V abandonne à son cousin la ville et la seigneurie de Montpellier.

## Les lieux aujourd'hui
La plaine de Cocherel constitue un  Site inscrit (1977).

## Postérité et commémoration

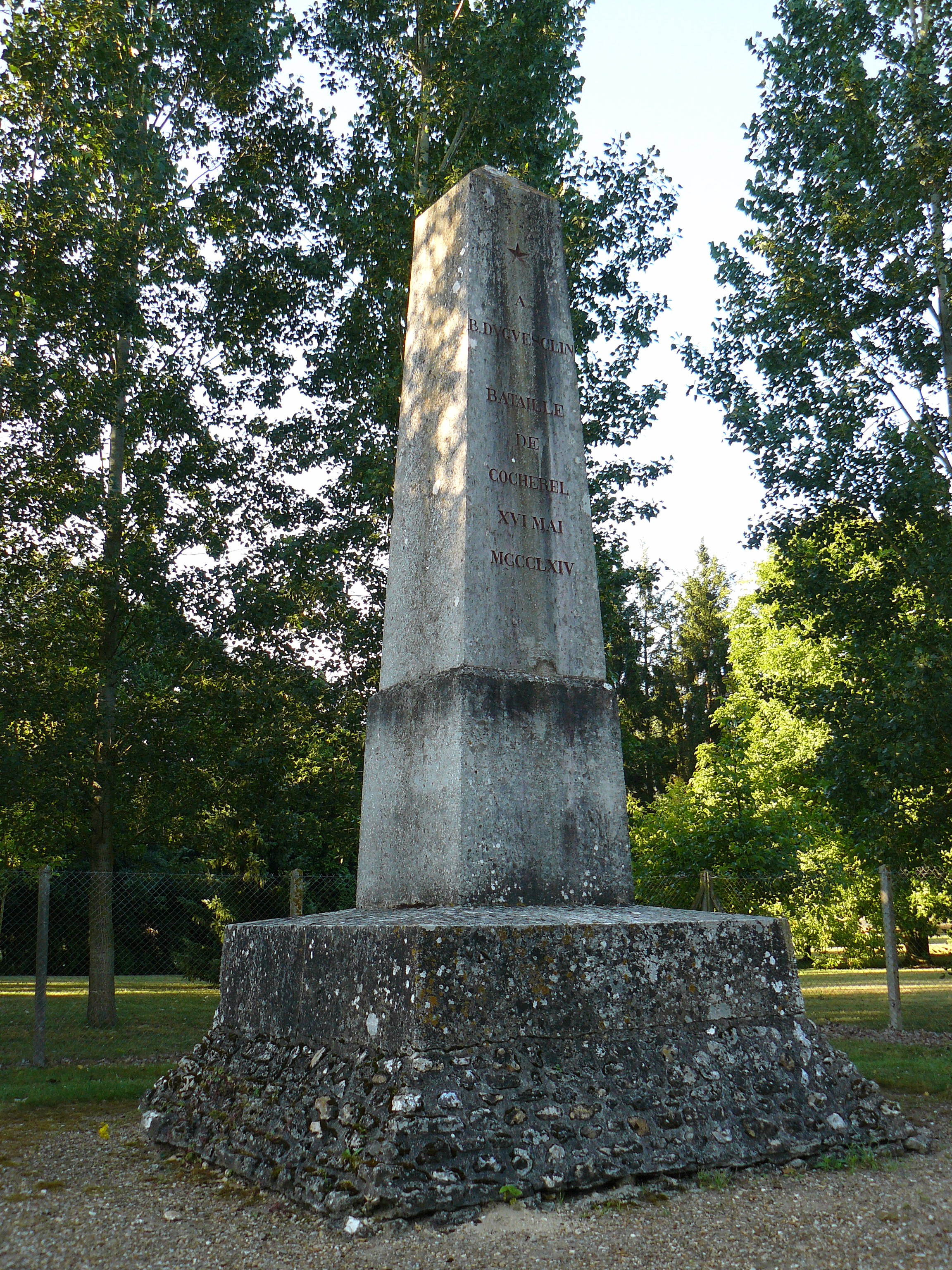
Monument commémoratif dédié à Bertrand Du Guesclin.

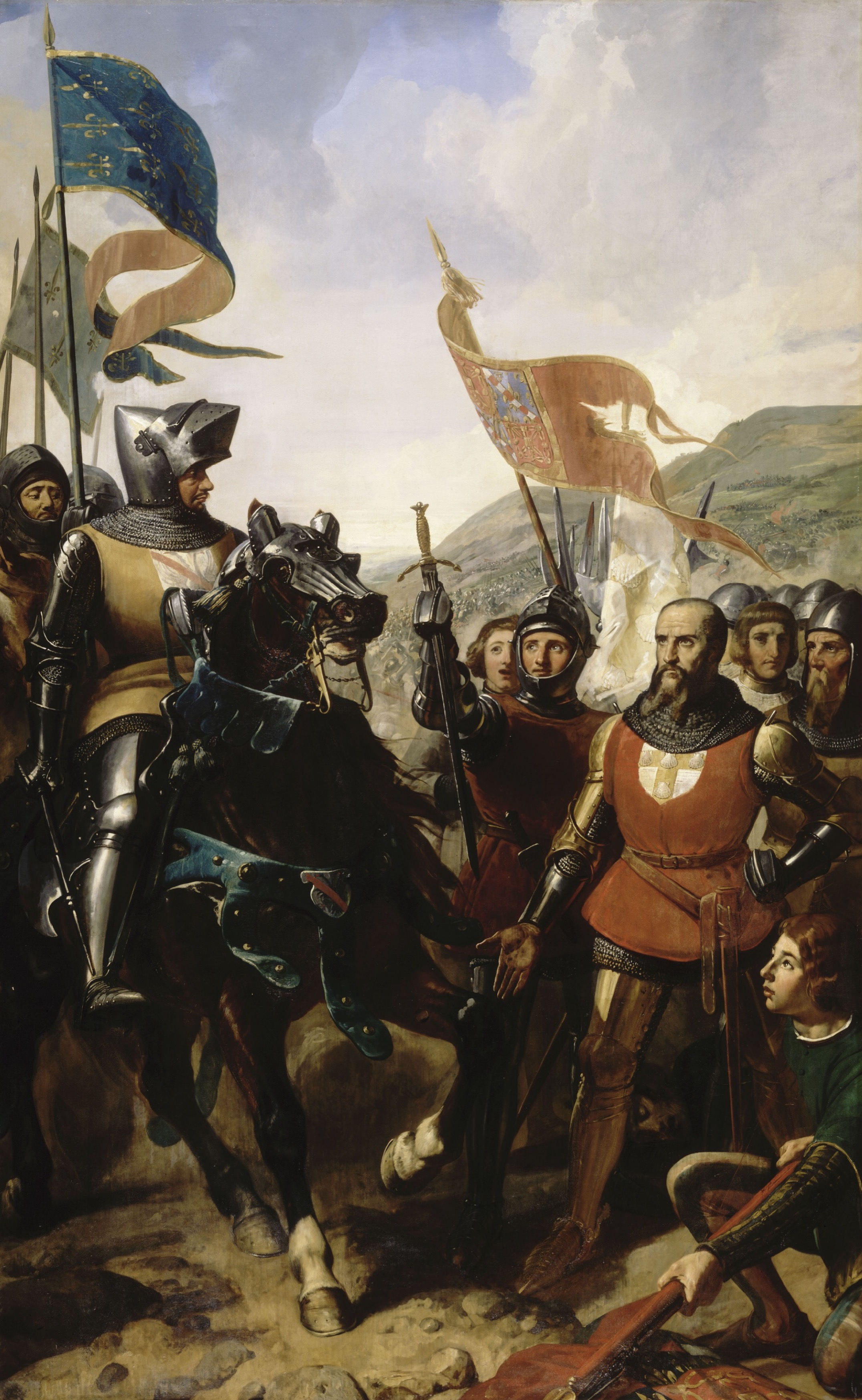
Jean de Grailly se rend à Bertrand Du Guesclin,
huile sur toile de Charles-Philippe Larivière, Versailles, musée de l'Histoire de France, galerie des Batailles, 1839.

- Un monument commémoratif de la bataille de Cocherel, en forme d'obélisque a été érigé, à l'intersection de la RD 57 et du chemin « Les sablons », sur la commune de Houlbec-Cocherel, à proximité du lieu de la bataille. Il est dédié à Bertrand Du Guesclin.
- Bataille de Cocherel, 16 mai 1364 est un tableau peint en 1839 par Charles-Philippe Larivière. Il est exposé dans la galerie des batailles, au château de Versailles.
- Une rue de la Bataille-de-Cocherel est située à Vernon.

### Dans la culture
Cette bataille est représentée dans le jeu vidéo Age of Empires IV comme un des événements de la campagne de la guerre de Cent Ans.